# Szkoła Wyższa Realna w Kielcach
Szkoła Wyższa Realna w Kielcach

## Szkolnictwo Królestwa Polskiego w latach 1830–1853
Po upadku powstania listopadowego, na Królestwo Polskie spadły wszelkiego rodzaju restrykcje ze strony cara Mikołaja I. Okres ten nazywamy „nocą paskiewiczowską” (od namiestnika królestwa – Iwana Paskiewicza) trwał w Królestwie w latach 1831–1863. Czasy ten charakteryzowały się wzmożonymi represjami politycznymi oraz sankcjami gospodarczymi. Represje nie ominęły także szkolnictwa.
Car – wiedząc, że dotychczasowe wychowanie szkolne jest przyczyną dążeń niepodległościowych – zabrał się za jego przebudowę. Zlikwidowano Uniwersytet Warszawski, Towarzystwo Przyjaciół Nauk, Instytut Politechniczny oraz większość szkół średnich – gimnazjalnych i zawodowych. Młodzież była, więc zmuszona studiować za granicą. W 1833 weszła w życie tymczasowa nowa ustawa o szkolnictwie, która wprowadzała ośmioklasowe gimnazja, które od klasy szóstej dzieliły się na filologiczne i techniczne. W 1834 roku powołano komitet, który miał stworzyć nową ustawę o szkolnictwie. Komitetowi, który składał się z 6 osób, przewodniczył J.K. Szaniawski. Nową ustawę o szkolnictwie konstruowano wokół 2 problemów: wychowania religijnego i przygotowania młodzieży do pracy produkcyjnej. Pracę nad projektem nowej ustawy zakończono w maju 1835 r. Według komitetu szkoły miały się dzielić na: elementarne (podstawowe) – w których miało być zaprowadzone wychowanie religijno-moralne i szkoły oraz obwodowe (średnie), z których jedne przygotowywały do nauki w wyższych klasach gimnazjum, a drugie – szkoły realne, które uczyły zajęć praktycznych. Projekt ten nie zakładał drożności w systemie szkolnym. Jednak prace komisji wywołały kontrowersje i ustawa nie weszła w życie.
W 1840 roku na bazie prac komisji Szaniawskiego, powstała nowa ustawa szkolna. Wprowadzała ona podział szkół powiatowych na dwie kategorie: filologiczne – przygotowywały do wyższych klas gimnazjum i realne – o ogólnym programie nauczania. Ustawa ta znosiła podział wyższych klas gimnazjum na filologiczne i techniczne, oraz skracała w nich czas nauki do siedmiu lat. W 1840 roku otworzono pierwsze Gimnazja Realne na terenie Królestwa. Pierwsze z nich było Warszawskie, uruchomione w 1841.
27 marca 1845 roku postanowiono zredukować szkoły powiatowe, a część z nich przekształcić w Powiatowe Szkoły Realne, ograniczono liczbę gimnazjum filologicznych, a na ich miejsce powoływano Wyższe Szkoły Realne.

## Popisy Szkoły Wyższej Realnej w Kielcach
W wyniku przepisów dodatkowych do ustawy o szkolnictwie z 1840 roku, 27 marca 1845 utworzono Szkołę Wyższą Realną w Kielcach, na bazie czteroklasowej Szkoły Powiatowej, przeniesionej do Kielc z Pińczowa. Początkowo funkcjonowały obok siebie klasy realne i filologiczne (spadek po szkole powiatowej), jednak te drugie znikają w ciągu 3 lat. Szkołę tę otworzono w Kielcach z myślą o nowej kadrze górniczej, która od zlikwidowania Kieleckiej Akademii Górniczej nie miała gdzie się kształcić. W Królestwie Polskim kielecka szkoła realna była uważana za najlepszą. Przygotowywała ona uczniów w zakresie nauk ścisłych, a także dawała także podstawową wiedzę na temat górnictwa. W latach 1847–1853 do szkoły kieleckiej było zapisanych 2349 uczniów, z czego średnio 63,9% otrzymało promocję do następne klasy.
Na koniec każdego roku szkolnego organizowano popisy szkolne, dla zaproszonych gości, rodziców i opiekunów uczącej się młodzieży. Po każdorazowej takiej uroczystości pozostał program popisu szkolnego, który jest cennym źródłem do badań nad historią danej szkoły, w naszym wypadu tej kieleckiej. Dzięki informacjom zawartym w aktach uroczystego zakończenia rocznego biegu nauki możemy się dowiedzieć o programie nauczania w SWR w Kielcach, który obejmował naukę religii, języka rosyjskiego, języka polskiego, matematyki, chemii, geografii, fizyki, botaniki, historii powszechnej, technologii górniczej, a także kaligrafii. Jak wynika z popisów najwięcej zajęć poświęcano na naukę języka rosyjskiego aż 26 godzin tygodniowo. Także w tym źródle zawarte są informacje o zasobie biblioteczny oraz pracowni szkolnych które, były co roku wzbogacane przez Kuratora utworzonego 2 grudnia 1839 roku Warszawskiego Okręgu Naukowego. Z popisów wiemy także że nauka w tej szkole była płatna, i nikt nie mógł być zwolniony z tej opłaty, natomiast młodzież, która chciała się uczyć w SWR musiała mieszkać na stancji zarekomendowanej przez Zwierzchność Szkolną. Znajdują się tu listy imienne nauczycieli którzy, uczyli w tej placówce szkolnej, listy nagrodzonych uczniów, a także zalecenia dla rodziców i opiekunów uczącej się młodzieży.

## Historia SWR w Kielcach w świetle popisów w latach 1847–1853

### 1847 r.
Akt Uroczysty Zakończenia Rocznego Biegu Nauki w Szkole Wyższej Realnej w Kielcach odbył się 16 (28) czerwca 1847 roku. Na popis szkolny zaproszono miejscowe władze rządowe, rodziców i opiekunów uczącej się młodzieży.
Popis szkolny rozpoczął się Mszą Świętą o godzinie 9. rano w kościele Św. Trójcy, po której o godz. 10 nastąpiło uroczyste otwarcie aktu uroczystego zakończenia roku szkolnego w jednej z sal lekcyjnych. Na każdej tego typu uroczystości jeden z nauczyciel wygłaszał wcześniej przygotowany przez siebie referat. W 1847 był to Rajmund Duchnowski, który wygłosił rozprawę pod tytułem „Rys historyczny przemysłu w Polsce”. Po tym wystąpieniu sami uczniowie pokazywali rodzicom i zaproszonym gościom, czego się nauczyli przez ostatni rok szkolny. A były to: wypracowania uczniów, recytacja fragmentów wybranych dzieł w różnych językach, pokazy kaligrafii, prac plastycznych lub pomiary geometryczne. Po tych wystąpieniach młodzieży nastąpiło rozdanie nagród książkowych, listów pochwalnych, odczytanie promocji do następnych klas oraz rozdanie świadectw uczniom kończącym szkołę.
Na zakończenie tych, że uroczystości wszyscy uczniowie wraz z nauczycielami udali się do kościoła Św. Trójcy w celu odśpiewania hymnów pochwalnych do Boga „Te Deum” i „Boże Cesarz chroń”, aby uprosić potrzebne łaski dla cara Mikołaja I jego rodziny.
W roku szkolnym 1846/47 w Szkole Wyższej Realnej w Kielcach pracowało 14 nauczycieli. Byli to:
- Józef Pilz: inspektor (żył w latach 1804–1848, z pochodzenia Czech, studiował na uniwersytecie w Pradze, ożenił się z Polką – ewangeliczką)
- ks. Hieronim Olszewski: nauczyciel (dalej n.) religii i moralności
- Ignacy Jezierski: n.języka rosyjskiego
- Hipolit Jakubowski: n. nauk filologicznych
- Stanisław Szauman: n. matematyki
- Franciszek Skurzyński: n. matematyki
- Pallady Filanowicz: n. języka polskiego i łacińskiego
- Hipolit Święcicki: n. nauk przyrodzonych
- Wincenty Horoszewicz: n. nauk filologicznych
- Rajmund Duchnowski: n. języka polskiego
- Felix Wermiński: n. matematyki i fizyki
- Józef Swiderski: n. języka niemieckiego
- Szymon Górnicki: n. rysunków i kaligrafii
- Ignacy Kasprzykowski: n. śpiewu kościelnego.

Na nagrody książkowe w roku szkolnym 1846/47 zasłużyło: po 3 uczniów z klasy I, II, III i IV Realnej, 2 uczniów z klasy V Realnej oraz po 3 uczniów z lasy II i IV filologicznej. Łącznie nagrody książkowe otrzymało 20 uczniów. Na pochwały zasłużyło: 5 uczniów z klasy I Realnej, 16 uczniów z klasy II Realnej, 7 uczniów z k. III Realnej, 11 z k. IV Realnej, 3 z klasy V Realnej, a także 5 osób z k. III filologicznej i 4 uczniów z k. IV filologicznej. Łącznie pochwałę otrzymało 51 uczniów. Nagrodę z języka rosyjskiego przyznano po 1 osobie z każdej klasy, łącznie przyznano 7 takich nagród.
W popisie szkolnym z 1847 znajdują się także zawiadomienia dla rodziców dotyczące: zamknięcia III klasy filologicznej, otwarcia VI klasy Realnej, opłaty za szkołę, która wynosi 4 ruble w czterech klasach niższych i 6 rubli w klasie piątej i szóstej – rocznie, którą należy wpłacić jednorazowo oraz z której nikt nie może być zwolniony. Zapisy na rok szkolny 1848/49 odbywały się w dniach 20 lipca (1 sierpnia) do 29 lipca (10 sierpnia) 1847 r.

### 1848 r.
Akt Uroczysty Zakończenia Rocznego Biegu Nauki w Szkole Wyższej Realnej w Kielcach odbył się 15 (27) czerwca 1848 roku. Na popis szkolny zaproszono miejscowe władze rządowe, rodziców i opiekunów uczącej się młodzieży. W tym miejscu pragnę przypomnieć, iż co roku powtarza się ten sam plan przeprowadzenia zakończenia roku szkolnego. Zmieniają się jedynie nauczyciele, którzy wygłaszają referaty, uczniowie nagrodzeni i oraz rodzaje popisów uczniów przed nauczycielami i gośćmi. Na zakończenie roku szkolnego 1847/48 referat wygłaszał nauczyciel Cyryak Tołwiński na temat „O postępach Chemii w nowszych czasach”. Uczniowie klas starszych przedstawiali własne referaty w języku polskim, rosyjskim i niemieckim, zaś uczniowie klas niższych recytowali fragmenty utworów w języku polskim, rosyjskim, łacińskim i niemieckim, przedstawiali także prace plastyczne i kaligraficzne, a także rysunki geometryczne oraz mapy geograficzne. Dalszy przebieg aktu uroczystego jest taki sam jak podany przy popisie z roku 1847.
Grono pedagogiczne tej szkoły w roku szkolnym 1847/48 wynosiło 16 nauczycieli w tym: Inspektorem szkoły został Antoni Formiński (żył w latach 1802–1866, po powstaniu listopadowym porzucił zakon, magister filozofii, w SWR w Kielcach uczył matematyki), który zastąpił zmarłego Józefa Pilza, a także grono to powiększyło się o dwóch nauczycieli w stosunku do roku szkolnego 1846/47. Nowi nauczyciele to Tomasz Salamonowicz, który uczył geografii, kaligrafii i języka rosyjskiego oraz Cyryak Tołwiński, nauczyciel chemii i technologii górniczej.
Na nagrody książkowe w tym roku zasłużyło: po 3 uczniów z klasy I, II, III A i III B, i IV Realnej, 3 z klasy IV filologicznej, a także po 2 z klasy V i VI Realnej. Łącznie nagrody książkowe otrzymało 22 uczniów. Na pochwałę zasłużyło z klas realnych: 8 uczniów z klasy I, 6 z kl. II, 12 osób z klas III A i B, 7 uczniów z kl. IV, 2 osoby z kl. V i 5 uczniów z kl. VI, a także 3 osoby z klasy IV filologicznej. Łącznie było 41 uczniów, którzy otrzymali pochwałę. Tak jak w roku powszednim przyznana też nagrodę za dobrą naukę języka rosyjskiego. Otrzymało ją 7 uczniów, po jednym z każdej klasy. Rozdano także świadectwa ukończenia szkoły klasy VI (tzw. patenta) – otrzymało je 15 uczniów.
W zawiadomieniach skierowanych do rodziców i opiekunów młodzieży uczącej się bądź mającej podjąć naukę w tej szkole napisano: że zapisy do szkoły będą w dniach od 20 lipca (1 sierpnia) do 29 lipca (10 sierpnia), uczeń do zapisu ma przyjść z rodzicami lub opiekunami, ma posiadać odpowiedni strój, musi uiścić opłatę (w tej samej wysokości co w zeszłym roku), złożyć odpowiednie dokumenty wymagane przez szkołę, do szkół nie mogli być zapisani uczniowie spoza Królestwa Polskiego, każdy uczeń powinien mieć zapewniony dozór domowy, a także opiekę medyczną, jeśli jej wymaga, uczniowie mogą mieszkać na stancjach rekomendowanych przez szkołę, ucznia należy zabezpieczyć we wszelkiego rodzaju środki niezbędne do nauki (buty, odzież materiały piśmiennicze), nie będą przyjmowani uczniowie, którzy zostali wydaleni ze szkoły za złe wyniki w nauce lub sami z niej odeszli, a także zawiadomienie to informuje o zamknięciu klasy IV filologicznej.

### 1849 r.
W tym, że roku akt uroczysty zakończenia szkoły odbył się w dniach 15 (27) czerwca 1849 roku. Program obchodów był identyczny, jak w latach poprzednich, jednak w tym roku żaden z nauczycieli nie wygłosił referatu na zakończenie roku szkolnego 1848/49. Uczniowie recytowali fragmenty utworów w języku polskim, rosyjskim i niemieckim, przedstawiali swoje referaty, prace plastyczne i kaligraficzne, a także rysunki geometryczne oraz mapy geograficzne. Po tych pokazach rozdano nagrody, promocje do następnych klas oraz patenta ukończenia szkoły. Następnie wszyscy udali się do kościoła.
Skład osobowy grona pedagogicznego wynosił 17 osób (do kwietnia 1849 roku, kiedy to Hipolit Jakubowski został mianowany Inspektorem Gimnazjum w Siedlcach, po jego odejściu pozostało 16 nauczycieli) zaś nowym nauczycielem był pastor ewangelicki – Rotscher, który wykładał religie uczniom wyznania ewangelickiego.
Na nagrody książkowe w tym roku zasłużyło: po 3 uczniów z klasy I, II, 1 uczeń z klasy III, po 2 osoby z kl. IV A i IV B, a także po 2 z klasy V i VI Realnej. Łącznie nagrody książkowe otrzymało 15 uczniów. Na pochwałę zasłużyło: 10 uczniów z klasy I, 12 z kl. II, 4 osób z klas III, 3 uczniów z kl. IV A, 5 z kl. IV B, 4 osoby z kl. V i 1 uczeń z kl. VI. Łącznie było 39 uczniów, którzy otrzymali pochwałę. Tak jak w roku powszednim przyznana też nagrodę za dobrą naukę języka rosyjskiego. Otrzymało ją 7 uczniów, po jednym z każdej klasy. Rozdano także świadectwa ukończenia szkoły klasy VI tzw. patenta – otrzymało je 9 uczniów. W tym roku przyznano także nagrody „za usilność w nauce śpiewu” w postaci pochwały dla: 2 uczniów z klasy II, IV i VI. Łącznie przyznano 6 nagród.
W zawiadomieniach dla rodziców i opiekunów zwrócono uwagę na: zachowanie tych samych przepisów szkolnych, co w zeszłym roku względem uczniów, zawadami się o rozpoczęciu nowego roku szkolnego z dniem 30 lipca (11 sierpnia) 1849 roku. Zwierzchność Szkolna podaję także do wiadomości terminy dni wolnych od zajęć, a także zwraca uwagę rodzicom i opiekunom o terminowe wstawianie się uczniów na zajęcia.

### 1850 r.
Popis szkolny odbył się w dniu 15 (27) czerwca 1850 roku. Niezmienny plan przebiegu popisu szkolnego, który powtarza się, co roku podany jest na stronie 5 i 6 mojej pracy. Referat na rozpoczęcie aktu uroczystego wygłosił Teofil Borzęcki na temat „Instynkt pod względem moralnym uważany”. Następnie uczniowie recytowali fragmenty utworów w języku polskim, rosyjskim i niemieckim, przedstawiali swoje referaty, prace plastyczne i kaligraficzne, a także rysunki geometryczne oraz mapy geograficzne. Po tych pokazach rozdano nagrody, promocje do następnych klas oraz patenta ukończenia szkoły. Dalej program popisu przebiegał, a w latach wcześniejszych.
Grono pedagogiczne tej szkoły w roku szkolnym 1849/50 wynosiło 16 nauczycieli w tym: ze szkoły odeszli: Tomasz Salamonewicz – n. geografii i kaligrafii, Wincenty Horoszewicz – n. nauk filologicznych, pastor ewangelicki – Rotscher, natomiast do szkoły zostali przyjęci następni nauczyciele: Jan Jeleniew – n. języka rosyjskiego i literatury rosyjskiej, Teofil Borzęcki – n. botaniki i zoologii, Jan Fijałkowski – n. historii naturalnej oraz nauk przyrodzonych i higieny.
W tym roku nagrody książkowe otrzymało: 3 uczniów z klasy I i II A, 1 uczeń z klasy II B, 3 osoby z kl. III, 2 z klasy IV i po 3 osoby z klasy V i VI. Łącznie nagrody książkowe otrzymało 18 uczniów. Na pochwałę zasłużyło: 9 uczniów z klasy I, 6 z kl. II A, 4 osób z klas II B, 6 uczniów z kl. III, 3 z kl. IV, po 4 osoby z kl. V i VI. Łącznie było 36 uczniów, którzy otrzymali pochwałę.
Tak jak w roku powszednim przyznana też nagrodę za dobrą naukę języka rosyjskiego. Otrzymało ją 7 uczniów, po jednym z każdej klasy. Rozdano także świadectwa ukończenia szkoły klasy VI tzw. patenta – otrzymało je 16 uczniów. W tym roku przyznano także nagrody „za usilność w nauce śpiewu” w postaci pochwały dla 6 uczniów.
W powiadomieniach Zwierzchność Szkolna przypomina o wszystkich obowiązkach, jakie muszą spełnić rodzice, opiekunowie lub ich dzieci (warunki te są omówione w popisach z lat wcześniejszych), aby mogły się uczyć w tej szkole. Nadmienia się tu także, że wszystkie te czynności zostaną skontrolowane przez kancelarię szkolną.

### 1851 r.
Akt Uroczysty Zakończenia Rocznego Biegu Nauki w Szkole Wyższej Realnej w Kielcach odbył się 16 (28) czerwca 1851 roku. Plan popisu szkolnego był taki sam, jak w latach wcześniejszych. Referat w tym roku wygłosił Hipolit Święcicki na temat „Nauka i Sztuka – rys postępu mineralogii”.
Po odczytaniu referatu uczniowie recytowali fragmenty utworów w języku polskim, rosyjskim i niemieckim, przedstawiali swoje referaty, prace plastyczne i kaligraficzne, a także rysunki geometryczne oraz mapy geograficzne. Po tych pokazach rozdano nagrody, promocje do następnych klas oraz patenta ukończenia VI klasy. Dalej program popisu przebiegał, a w latach wcześniejszych.
Kolegium nauczycielskie w roku szkolnym 1850/51 składało się z 18 nauczycieli. Ze szkoły odszedł Jan Fijałkowski – n. historii naturalnej oraz nauk przyrodzonych i higieny raz Jan Jeleniew, który został powołany na Nadzorcę Szkoły Powiatowej w Pułtusku. Do szkoły zostali przyjęci: Maciej Smirnow – n. języka rosyjskiego, Konstanty Dylewski – n. arytmetyki, Kwiryn Przeorski – n. geografii i historii powszechnej oraz pastor ewangelicki Karol Kliem – n. religii dla młodzieży ewangelickiej.
Tak jak w roku poprzednim nagrody książkowe otrzymało: 3 uczniów z klasy I, 4 osoby z kl. II A i B, po 3 osoby z kl. III i IV, 2 uczniów z klasy V i 1 osoba z kl. VI. Łącznie nagrody książkowe otrzymało 16 uczniów. Na pochwałę zasłużyło: 13 uczniów z klasy I, 11 z kl. II A i B, 7 uczniów z kl. III, 7 z kl. IV, 4 osoby z kl. V i 3 uczniów z kl. VI. Łącznie było 45 uczniów, którzy otrzymali pochwałę.
Przyznano też nagrodę za dobrą naukę języka rosyjskiego. Otrzymało ją 7 uczniów, po jednym z każdej klasy. Nagrodę pochwalną za dobrą naukę śpiewu otrzymali: 1 uczeń z klasy II, po 2 osoby z klasy III i IV, 3 uczniów z kl. V i 1 osoba z kl. VI. Łącznie przyznano 9 nagród za śpiew. Rozdano także świadectwa ukończenia szkoły klasy VI tzw. patenta – otrzymało je 17 uczniów.
W powiadomieniach do rodziców i opiekunów napisano: iż zapisy do szkoły będą się odbywać w dniach od 20 lipca (1 sierpnia) do 29 lipca (10 sierpnia) 1951 r., uczeń do zapisu ma przyjść z rodzicami lub opiekunami, ma posiadać odpowiedni strój, musi uiścić opłatę (w tej samej wysokości, co w zeszłym roku), złożyć odpowiednie dokumenty wymagane przez szkołę, do szkół nie mogli być zapisani uczniowie spoza Królestwa Polskiego, każdy uczeń powinien mieć zapewniony dozór domowy, a także opiekę medyczną, jeśli jej wymaga, uczniowie mogą mieszkać na stancjach rekomendowanych przez szkołę, ucznia należy zabezpieczyć we wszelkiego rodzaju środki niezbędne do nauki (buty, odzież materiały piśmiennicze), ogłoszono także termin egzaminu i zapisu do klasy V Realnej na dzień 24 lipca (5 sierpnia) tegoż roku.

### 1852 r.
Popis szkolny odbył się w dniu 16 (28) czerwca 1852 roku. Niezmienny plan przebiegu popisu szkolnego, który powtarza się, co roku podany jest na stronie 5 i 6 mojej pracy. Na koniec tegoż roku referat wygłosił, jak w roku poprzednim Teofil Borzęcki pod tytułem „Duch badania natury”.
Uczniowie recytowali fragmenty utworów w języku polskim, rosyjskim i niemieckim, przedstawiali swoje referaty, prace plastyczne i kaligraficzne, a także rysunki geometryczne oraz mapy geograficzne. Po tych pokazach rozdano nagrody, promocje do następnych klas oraz patenta ukończenia szkoły. Następnie wszyscy udali się do kościoła. Dalej uroczystość odbyły się według już utartego planu.
W roku szkolnym 1951/52 w Wyższej Szkole Realnej w Kielcach pracowało 18 nauczycieli. Skład osobowy szacownego grona nauczycieli pozostał bez zmian w stosunku do poprzedniego roku szkolnego, z wyjątkiem zmarłego Ignacego Kasprzykowskiego – nauczyciela śpiewu kościelnego, którego zastąpił Stanisław Buziacki. Z początkiem roku szkolnego do szkoły było zapisanych 348 uczniów.
W tym, że roku biblioteka i pracownia Wyższej Szkoły Realnej, wzbogaciła się dzięki Kuratorowi Okręgu Naukowego Warszawskiego o: 129 nowych dzieł w 173 tomach za 319 rubli rosyjskich i 27 1 kopiejki; 41 nowych narzędzi do pracowni szkolnej, za 529 Rs. i 75 k. oraz 48 nowych okazów zoologicznych za 70 Rs. i 95 k.
Do nagrodzonych w tym roku za posłuszeństwo, dobre zachowanie i celujące wynik w nauce należą: w nagrodach książkowych: 3 uczniów z klasy I, 4 osoby z kl. II A i B,
1 uczeń z kl. III, 3 osoby z kl. IV oraz po 2 uczniów z klasy V i VI. Łącznie nagrody książkowe otrzymało 15 uczniów. Na pochwałę zasłużyło: 14 uczniów z klasy I, 16 z kl. II A i B, 8 uczniów z kl. III, 7 z kl. IV, 4 osoby z kl. V i 1 uczeń z kl. VI. Łącznie było 50 uczniów, którzy otrzymali pochwałę.
Przyznano też nagrodę za dobrą naukę języka rosyjskiego. Otrzymało ją 7 uczniów, po jednym z każdej klasy. Dodatkowo uczeń Walery Rybarski otrzymał srebrny medal za referat w języku rosyjskim, który sam napisał. Rozdano także świadectwa ukończenia szkoły klasy VI tzw. patenta – otrzymało je 12 uczniów.
W powiadomieniach dla rodziców Zwierzchność Szkolna przypomina o wszystkich obowiązkach, jakie muszą spełnić rodzice, opiekunowie lub ich dzieci (warunki te są omówiona w popisach z lat wcześniejszych), aby mogły się uczyć w tej szkole. Zapisy odbywały się w dniach od 1 do 10 sierpnia, natomiast rozpoczęcie roku szkolnego odbyło się 30 lipca (11 sierpnia). Opłata roczna za naukę w szkole wynosiła 8 Rs. w czterech klasach niższych i 15 Rs. w dwóch klasach wyższych. Wyznaczono także termin egzaminu do 5 klasy na 26 lipca (7 sierpnia).

### 1853 r.
W 1853 roku dzień zakończenia roku szkolnego wyznaczono na 16 (28) czerwca. Także w tym roku plan przebiegu popisu szkolnego nie uległ zmianie. Referat na rozpoczęcie uroczystości wygłosił Teofil Borzęcki na temat „O błędach rozumowania, czyli sofizmatach”.
Po wystąpieniu nauczyciela sami uczniowie zaczęli recytować fragmenty utworów w języku polskim, rosyjskim i niemieckim, przedstawiali swoje referaty, prace plastyczne i kaligraficzne, a także rysunki geometryczne oraz mapy geograficzne. Po tych pokazach rozdano nagrody, promocje do następnych klas oraz patenta ukończenia szkoły. Następnie wszyscy udali się do kościoła.
W roku szkolnym 1852/53 w Szkole Wyższej Realnej w Kielcach pracowało 18 nauczycieli. Skład osobowy grona nauczycieli pozostał bez zmian w stosunku do poprzedniego roku szkolnego, z wyjątkiem zmarłych: pastora Karola Kliema, który wykładał religie dla młodzieży ewangelickiej, a także Cyryaka Tołowińskiego nauczyciela chemii i technologii górniczej. Nowi nauczyciele, którzy zaczęli pracę w tym roku to: Kajetan Bazylewicz – n. rysunków i kaligrafii oraz Ferdynand Ernst – n. języka niemieckiego. Z początkiem roku szkolnego do szkoły było zapisanych 373 uczniów.
W tymże roku biblioteka i pracownia Wyższej Szkoły Realnej, wzbogaciła się dzięki Kuratorowi Okręgu Naukowego Warszawskiego o: 17 nowych dzieł w 19 tomach za 26 rubli rosyjskich i 30 kopiejki oraz 100 eksponatów skał mineralnych i wyrobów hutniczych za 20 Rs.
Tak jak w roku poprzednim, nagrody książkowe otrzymało: 3 uczniów z klasy I, po 2 osoby z kl. II A, II B, III A, III B, 3 uczniów z kl. IV, oraz po 2 uczniów z klasy V i VI. Łącznie nagrody książkowe otrzymało 15 uczniów. Na pochwałę zasłużyło: 11 uczniów z klasy I, 8 z kl. II A, 6 osób z kl. II B, 5 uczniów z kl. III A, 6 osób z kl. III B, 9 z kl. IV, 5 osób z kl. V oraz 4 uczniów z kl. VI. Łącznie było 54 uczniów, którzy otrzymali pochwałę.
Przyznano też nagrodę książkową za dobrą naukę języka rosyjskiego. Otrzymało ją 9 uczniów, po jednym z kl. I, IV i V oraz po 2 osoby z klasy II (A i B), III (A i B) i VI. Dodatkowo uczeń Karol Majewski otrzymał srebrny medal za referat w języku rosyjskim, który sam napisał. Nagrodę pochwalną za dobrą naukę śpiewu otrzymali: po 1 uczniu z klasy II i III oraz po 2 osoby z klasy IV, V i VI. Łącznie przyznano 8 nagród za śpiew.
Rozdano także świadectwa ukończenia szkoły klasy VI tzw. patenta – otrzymało je 15 uczniów.
W powiadomieniach dla rodziców Zwierzchność Szkolna przypomina o wszystkich obowiązkach, jakie muszą spełnić rodzice, opiekunowie lub ich dzieci (warunki te są omówiona w popisach z lat wcześniejszych), aby mogły się uczyć w tej szkole. Zapisy odbywały się w dniach od 1 do 10 sierpnia, natomiast rozpoczęcie roku szkolnego odbyło się 30 lipca (11 sierpnia). Wyznaczono także termin egzaminu do 5 klasy na 25 lipca (6 sierpnia) bieżącego roku.